# V527 Возничего
V527 Возничего (лат. V527 Aurigae) — одиночная переменная звезда в созвездии Возничего на расстоянии приблизительно 4336 световых лет (около 1329 парсеков) от Солнца. Видимая звёздная величина звезды — от +14,1m до +13,4m.

## Характеристики
V527 Возничего — оранжевая пульсирующая переменная звезда типа Дельты Цефея (DCEP:) спектрального класса K. Радиус — около 6,93 солнечных, светимость — около 12,995 солнечных. Эффективная температура — около 4164 K.